# 鸡蛋糕
鸡蛋糕  是马来地區、印度尼西亚加里曼丹、西加里曼丹省坤甸、三發縣和山口洋等地區的人們食用的一種糕点。它有點类似于玛德莲蛋糕，但雞蛋糕一般外觀呈圆形。 鸡蛋糕起源于马来半岛殖民時期。 
在臺灣，雞蛋糕作為一種國民小吃，以基本雞蛋形狀、蛋糕口感為基礎，並延伸發展出多種形態，如：脆皮雞蛋糕、包餡雞蛋糕、訂製圖案雞蛋糕。臺式點心起源於1950年代，因販賣雞蛋的店家不願意浪費破損的雞蛋，便嘗試將其與麵粉、砂糖、油等材料混合，調成漿糊狀後再經烘烤製成。最終這個簡單的點心獲得大眾的喜愛，成為臺灣常見的街頭小吃。這個說法某種程度上可以顯現出雞蛋糕普及在臺灣人民生活中的時代背景，但就臺灣糕餅、烘焙產業的發展史料來看，雞蛋糕不太可能是戰後美援時期才突然出現的產物，原型應該最早可回溯到清代和日本時期。